# Losaurach
Losaurach ist ein Gemeindeteil des Marktes Markt Erlbach im Landkreis Neustadt an der Aisch-Bad Windsheim (Mittelfranken, Bayern). Die Gemarkung Losaurach hat eine Fläche von 5,550 km². Sie ist in 654 Flurstücke aufgeteilt, die eine durchschnittliche Fläche von 8485,60 m² haben. In ihr liegt neben dem namensgebenden Ort der Gemeindeteil Mosbach.

## Geografie
Durch das Dorf fließt die Mittlere Aurach. Im Westen liegt das Flurgebiet Kalkofen, im Süden erhebt sich der Hornberg, im Südosten grenzt der Obere Wald an. 0,5 km nordwestlich liegt der Viersternwald, 0,5 km nordöstlich liegt das Buckfeld. Eine Gemeindeverbindungsstraße führt nach Morbach (0,9 km südwestlich) bzw. nach Mosbach (1,2 km nordöstlich). Zwei Gemeindeverbindungsstraßen führen jeweils zur Staatsstraße 2252, die den Ort östlich tangiert.

## Geschichte
Der Ort wurde 1360 als „Lobsaurach“ erstmals urkundlich erwähnt. 1399 wurde der Ort „Laubsaurach“ genannt, 1464 „Lwchsawrach“. Zu dieser Zeit gehörte der Ort bereits zum Amt Markt Erlbach. 1669 wurde der Ort „Lußaurach“ genannt und vermerkt, dass der Ort im Dreißigjährigen Krieg ganz abgebrannt worden sei.
Gegen Ende des 18. Jahrhunderts gab es in Losaurach 10 Anwesen. Das Hochgericht und die Dorf- und Gemeindeherrschaft übte das Rittergut Herrnneuses aus. Grundherren waren das Rittergut Herrnneuses (4 Güter, 1 Mühle), das Stadtvogteiamt Markt Erlbach (2 Güter, 1 Haus), das Klosteramt Münchaurach (1 Gut) und die Stadt Neustadt (1 Gut).
Von 1797 bis 1810 unterstand der Ort dem Justizamt Dachsbach und Kammeramt Neustadt. Im Jahre 1810 kam Losaurach an das Königreich Bayern. Im Rahmen des Gemeindeedikts wurde es dem 1811 gebildeten Steuerdistrikt Herrnneuses und der 1813 gebildeten Ruralgemeinde Herrnneuses zugeordnet. Mit dem Zweiten Gemeindeedikt (1818) wurde mit Mosbach die Ruralgemeinde Losaurach formiert. Diese war in Verwaltung und Gerichtsbarkeit dem Landgericht Neustadt an der Aisch zugeordnet und in der Finanzverwaltung dem Rentamt Neustadt an der Aisch (1919 in Finanzamt Neustadt an der Aisch umbenannt, seit 1972: Finanzamt Uffenheim). Ab 1862 gehörte Losaurach zum Bezirksamt Neustadt an der Aisch (1939 in Landkreis Neustadt an der Aisch umbenannt). Die Gerichtsbarkeit blieb beim Landgericht Neustadt an der Aisch (1879 in Amtsgericht Neustadt an der Aisch umbenannt). Die Gemeinde hatte 1964 eine Gebietsfläche von 5,546 km².
Am 1. Januar 1970 wurde Losaurach nach Markt Erlbach eingemeindet.

## Einwohnerentwicklung
Gemeinde Losaurach
| Jahr      | 1818   | 1840   | 1852   | 1855   | 1861   | 1867   | 1871   | 1875   | 1880   | 1885   | 1890   | 1895   | 1900   | 1905   | 1910   | 1919   | 1925   | 1933   | 1939   | 1946   | 1950   | 1952   | 1961   | 1970   |
| Einwohner | 191    | 202    | 235    | 235    | 200    | 201    | 212    | 199    | 209    | 215    | 207    | 213    | 198    | 193    | 196    | 185    | 167    | 175    | 170    | 266    | 238    | 205    | 165    | 153    |
| Häuser    | 31     | 32     |        |        |        |        | 36     |        |        | 39     | 38     |        | 37     |        |        |        | 32     |        |        |        | 30     |        | 30     |        |
| Quelle    | [ 15 ] | [ 16 ] | [ 17 ] | [ 17 ] | [ 18 ] | [ 19 ] | [ 20 ] | [ 21 ] | [ 22 ] | [ 23 ] | [ 24 ] | [ 17 ] | [ 25 ] | [ 17 ] | [ 26 ] | [ 17 ] | [ 27 ] | [ 17 ] | [ 17 ] | [ 17 ] | [ 28 ] | [ 17 ] | [ 11 ] | [ 29 ] |

Ort Losaurach
| Jahr      | 001818 | 001840 | 001861 | 001871 | 001885 | 001900 | 001925 | 001950 | 001961 | 001970 | 001987 | 002017 | 002023 |
| Einwohner | 81     | 110    | 108    | 127    | 130    | 109    | 99     | 137    | 92     | 88     | 101    | *136   | *130   |
| Häuser    | 16     | 17     |        |        | 23     | 21     | 20     | 18     | 18     |        | 28     |        |        |
| Quelle    | [ 15 ] | [ 16 ] | [ 18 ] | [ 20 ] | [ 23 ] | [ 25 ] | [ 27 ] | [ 28 ] | [ 11 ] | [ 29 ] | [ 30 ] |        | [ 1 ]  |

## Religion
Der Ort ist seit der Reformation evangelisch-lutherisch geprägt und bis heute nach St. Kilian (Markt Erlbach) gepfarrt. Die Katholiken gehören zur Kirchengemeinde Maria Namen (Markt Erlbach), die ursprünglich eine Filiale von St. Michael (Wilhermsdorf) war und seit 2019 eine Filiale von St. Johannis Enthauptung (Neustadt an der Aisch) ist.